# 新西伯利亞足球俱樂部
新西伯利亞足球俱樂部（俄语：ФК «Сибирь» Новосибирск）是俄羅斯的一家足球俱樂部。主場位於新西伯利亞。球隊參加俄羅斯足球甲級聯賽的賽事。俱樂部曾多次改名。
2019年，球隊由於未能獲得2019-20賽季俄羅斯全國足球聯賽的參賽資格而解散。

## 外部連結
- Official website （俄文）